# Miss Lucy Long
 (décembre 2017).
Miss Lucy Long, aussi connue sous le nom de Lucy Long et autres variantes, est une chanson américaine popularisée par le minstrel show blackface. La chanson est très misogyne : le personnage masculin domine Lucy et suit un mode de vie avec une forte promiscuité sexuelle en dépit de sa relation avec elle. Miss Lucy Long fait la satire des concepts noirs de la beauté et de la séduction, et plus généralement des points de vue sur le mariage en Amérique.